# DeVotchKa
DeVotchKa — американський гурт із Денвера, що поєднує у своїй творчості музику різних культур, зокрема єврейський клезмер, грецьку, слов'янську, румунську та багато інших. Назву гурту взято із роману «Механічний апельсин» Ентоні Берджеса, де використовували сленг — мішанину кокні з російськими словами.

## Склад
- Нік Урата (Nick Urata) — спів, гітара, клавішні, труба, терменвокс, бузукі
- Том Гоґермен (Tom Hagerman) — скрипка, акордеон, клавішні, мелодика
- Джені Шредер (Jeanie Schroder) — сузафон, контрабас, спів, флейта
- Шоун Кінґ (Shawn King) — ударні, перкусія, труба, акордеон, орган

## Дискографія
- SuperMelodrama (2000)
- Triple X Tango (2002)
- Una Volta (2003)
- How It Ends (2004)
- Curse Your Little Heart (EP) (2006)
- Little Miss Sunshine (саундтрек) (2006)
- A Mad & Faithful Telling (2008)
- I Love You, Phillip Morris motion picture soundtrack (2010)
- 100 Lovers (2011)
- DeVotchKa Live with the Colorado Symphony (2012)
- This Night Falls Forever (2018)